# Ted Nebbeling
Ted Nebbeling (1944 – 28 tháng 10 năm 2009) là một thành viên hội đồng lập pháp British Columbia và bộ trưởng nhà nước cho Thế vận hội mùa đông 2010.

## Kết hôn
Ông kết hôn với Jan Holmberg, bạn đời của ông trong 32 năm, vào ngày 15 tháng 11 năm 2003, trong một trong những đám cưới đồng giới đầu tiên trên thế giới của một bộ trưởng nội các phục vụ.  Một ngày sau khi cuộc hôn nhân của anh được công bố trên các phương tiện truyền thông, Nebbeling đã bị loại khỏi nội các trong một vụ lộn xộn. Chính phủ tuyên bố rằng thời điểm này là ngẫu nhiên và không có động cơ định kiến đằng sau điều này, vì Nebbeling là người đồng tính công khai tại thời điểm bầu cử. Nebbeling và Holmberg đều là người nhập cư vào Canada, Nebbeling từ Hà Lan và Holmberg từ Thụy Điển. Nebbeling đến Canada vào năm 1977 và trở thành công dân Canada vào năm 1980.

## Qua đời
Ted Nebbeling qua đời vì ung thư ruột kết vào ngày 28 tháng 10 năm 2009, ở tuổi 65.